# Ivana Bacik
Ivana Catherine Bacik, née le 25 mai 1968 à Dublin, est une femme politique et universitaire irlandaise, membre du Parti travailliste.
Professeure spécialisée en loi criminelle, criminologie et droit pénal au Trinity College de Dublin (TCD) depuis 1996, elle est par ailleurs élue sénatrice pour la circonscription de l'Université de Dublin en juillet 2007,.
Elle est connue du grand public pour son engagement médiatique en faveur du mouvement pro-choix depuis le début des années 1990.